# Edgardo Mortara

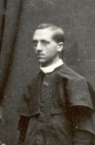
Edgardo Mortara

Edgardo Mortara (Bologna, 27 augustus 1851 – Bressoux bij Luik, 11 maart 1940) was een Italiaanse man die als jongetje het middelpunt werd van een religieus-politiek conflict tussen de Pauselijke Staat op het Italiaanse schiereiland en een groot aantal verschillende landen en joodse organisaties. De gevolgen van dit conflict zijn nog heden ten dage merkbaar in de relaties tussen het Vaticaan en joodse organisaties overal ter wereld, het Vaticaan en Israël en binnen de Katholieke Kerk.

## De zaak-Mortara
Edgardo Mortara werd in 1851 geboren in een joodse familie te Bologna in de Pauselijke Staat (thans Italië) als zoon van Momolo en Marianna Mortara. In de avond van 23 juni 1858 werd de zesjarige jongen door pauselijke gendarmen bij zijn ouders weggehaald met als doel hem in een Romeins college verder op te voeden, nadat bekend was geworden dat een katholieke huishoudster van de Mortara's zes jaar eerder de kleine Edgardo tijdens een levensgevaarlijke ziekte had gedoopt. Om zijn ziel te redden, had zij een daad van barmhartigheid willen stellen door hem te dopen.
Aangezien het in die tijd verboden was aan joden in de Kerkelijke Staat om katholieken op te voeden (hun eigen kinderen incluis), kreeg de pauselijke politie van de Romeinse Curie opdracht om het kind bij zijn ouders weg te nemen. In het relaas dat Edgardo later zelf liet optekenen ter ondersteuning van de zaligverklaring van Pius IX, verklaarde hij dat het in de Kerkelijke Staat niet toegestaan was dat katholieken voor joden werkten.
Edgardo werd meegenomen naar een huis voor bekeerde katholieken in Rome, dat daar gebouwd was met geld dat via belastingen voor dat doel van joodse families geïnd was. Zijn ouders mochten hem wekenlang niet bezoeken en daarna alleen onder toezicht. Verscheidene diplomatieke stappen werden ondernomen om het kind vrij te krijgen, echter zonder succes. De Curie deelde de Mortara's mee dat ze Edgardo terug konden krijgen als ze zich bekeerden tot het christendom, maar dat weigerden ze.

### Het gevolg
Het incident leidde al snel tot belangstelling en verontwaardiging in de joodse gemeenschap en daarbuiten, vooral in Engeland. In het koninkrijk Piëmont-Sardinië – het grootste, onafhankelijke koninkrijk van Italië en het centrum van de beweging tot vereniging van Italië – grepen zowel de regering als de pers de zaak aan om hun betoog kracht bij te zetten dat de Kerkelijke Staat geregeerd werd door "middeleeuwse obscuritanisten" en dat de "Staat van Paapse overheersing" bevrijd moest worden.
Protesten werden ingediend door joodse organisaties en door intellectuelen uit het Verenigd Koninkrijk, de Verenigde Staten, Frankrijk, het Duitse keizerrijk en het Oostenrijks-Hongaarse Keizerrijk . Al snel volgden officiële protesten van de regeringen van die landen en oproepen om de jongen terug te geven aan zijn ouders. Ook de Franse keizer Napoleon III, wiens troepen in Rome gelegerd waren om de Paus tegen de Italiaanse Unionisten te verdedigen, tekende protest aan.
De protesten konden paus Pius IX niet vermurwen – aangezien de meeste afkomstig waren van protestanten, atheïsten en joden, legden ze bij hem geen moreel gewicht in de schaal. Toen hij in 1859 bezocht werd door een delegatie van prominente joden, vertelde hij hen: "Wat de wereld denkt, laat me volkomen koud." Naar een andere bijeenkomst bracht hij Edgardo mee, om te laten zien dat de jongen gelukkig was onder zijn voogdij. In 1865 zei hij: "Ik had het recht en de plicht om voor die jongen te doen wat ik gedaan heb en zo nodig zou ik het weer doen."
De zaak-Mortara verstevigde de opinie van diegenen die vonden dat de wereldlijke macht van de paus over een groot gedeelte van centraal Italië in een tijd van liberalisme en rationalisme een anachronisme was en een belediging voor de mensenrechten. Ze hielp mee Groot-Brittannië en Frankrijk te overtuigen Piëmont niet langer in bedwang te houden en dit koninkrijk toe te staan een oorlog te beginnen tegen de Kerkelijke Staat, deze te annexeren en de paus alleen de heerschappij te laten over de stad Rome. Toen in 1870 het Franse garnizoen teruggetrokken werd, werd ook Rome ingelijfd door het nieuwe Koninkrijk Italië.

### De afloop
In 1859, na de annexatie van Bologna door Piëmont, probeerden de Mortara's hun zoon terug te krijgen. Dit was echter tevergeefs, want hij was al overgebracht naar Rome. Na verovering van Rome op de paus in 1870 probeerden ze het nogmaals. Maar Edgardo was intussen 18 geworden en had bekendgemaakt katholiek te willen blijven. Datzelfde jaar verhuisde hij naar Frankrijk. Het jaar daarop overleed zijn vader. In Frankrijk trad hij toe tot de Orde der Augustijnen en werd op 23-jarige leeftijd tot priester gewijd – hij nam de naam Pius aan. Na zijn priesterwijding herstelde hij de banden met zijn familie. Hij werd als missionaris gestuurd naar steden als München, Mainz en Breslau om tot de joden te prediken, maar met weinig succes. Hij beheerste een aantal talen vloeiend, waaronder het moeilijke Baskisch.
Tijdens een bezoek aan Italië om een lezing te houden, trad hij weer in contact met zijn moeder en broers en zussen. In 1895 woonde hij zijn moeders begrafenis bij.
In 1897 predikte hij in New York, maar de aartsbisschop van New York  liet het Vaticaan weten erop tegen te zijn dat hij probeerde joden te bekeren omdat zulke ondernemingen het aanzien van de Kerk zou kunnen beschadigden. Hij stierf in 1940 in Bressoux in de buurt van Luik, na een aantal jaren in het klooster Bouhay te hebben doorgebracht.

## Pius IX en de joden in het licht van de zaak-Mortara
Tijdens het leven van Paus Pius IX leverde de zaak-Mortara een belangrijke bijdrage aan een omwenteling in de wereld waarbij de rol van de paus fundamenteel ingekrompen werd. Naast spiritueel leider van alle katholieken was de paus in 1858 ook wereldlijk leider van een flink stuk van centraal Italië – mede onder invloed van de zaak-Mortara kwam daar een einde aan en werd Italië een land waarin de paus zich tot aan het concordaat van 1922 zich als een gevangene beschouwde.
Het onderzoek voor het proces tot zaligverklaring van Pius IX werd door paus Pius X op 11 februari 1907 gestart, wat in 2000 resulteerde in zijn zaligverklaring. Deze beslissing riep verzet op van verschillende kanten, waaronder joodse belangenorganisaties. In 1997 verscheen het boek The Kidnapping of Edgardo Mortara van David I. Kertzer, die de zaak hernieuwde, publieke belangstelling verschafte en naar voren bracht als een argument tegen een mogelijke zaligverklaring van Pius IX. Naar aanleiding van het boek verscheen ook een toneelstuk getiteld Edgardo Mine van Alfred Uhry.
In Italië wezen joodse leiders en ook een aantal katholieke geleerden erop dat de heiligverklaring van Pius IX alle goodwill teniet zou kunnen doen die het Vaticaan opgebouwd had door tussen 1995 en 2000 schuld te bekennen voor het historische antisemitisme van de Katholieke Kerk. Ook in andere landen, waaronder de Verenigde Staten, protesteerden verschillende joodse groeperingen tegen de mogelijke heiligverklaring van Pius IX. Daarmee werd de zaak-Mortara weer een heet hangijzer in de relatie tussen jodendom en katholicisme.
Pius' beslissingen in de zaak-Mortara worden verdedigd door een aantal prominenten in de Katholieke Kerk. Monseigneur Carlo Liberati, de Vaticaanse prelaat die zich met de zaligverklaring van Pius IX heeft beziggehouden, stelde dat Pius IX niet op de zaak-Mortara beoordeeld moest worden: "In het proces van zaligverklaring was dit geen enkel probleem, omdat het in die tijd de gewoonte was" om gedoopte joden bij hun ouders weg te halen en als katholieken op te voeden. "We kunnen de Kerk niet beschouwen door de ogen van 2000, met de religieuze vrijheden die we nu hebben".
Liberati merkte ook op dat "het dienstmeisje aan het kind de gratie Gods wilde schenken. Ze wilde dat hij naar de hemel zou gaan... en in die tijd was spiritueel hoederschap belangrijker dan burgerlijk hoederschap".
De jezuïet Giacomo Martina, hoogleraar aan de Pontificale Gregoriaanse Universiteit in Rome, schreef in een boek over Pius' leven: "In het juiste licht bezien, illustreert de zaak-Mortara Pius IX's enorme drang en standvastigheid in het uitvoeren van wat hij als zijn plicht zag, ten koste van het verlies van persoonlijke populariteit." Hij merkte ook op dat de paus zijn critici beschouwde als "ongelovigen... die een oorlog tegen de Kerk bedreven."
Elena Mortara, een achter-achter-kleindochter van een van Edgardo's zussen en hoogleraar in de literatuur in Rome, voert campagne om het Vaticaan over te halen zich te verontschuldigen voor "de ontvoering van Edgardo" en tegen de heiligverklaring van Pius IX. Ze heeft verklaard "geschokt te zijn door het voornemen van de Katholieke Kerk een paus tot heilige te maken die zich schuldig heeft gemaakt aan een dergelijke vorm van onacceptabele intolerantie en misbruik van macht." Voorts stelt ze zich "in het oog van de geschiedenis verplicht te voelen jegens haar generatie om [de Kerk] te vragen of dit het voorbeeld is dat ze willen stellen."